# Beyblade Burst
Beyblade Burst (jap.: ベイブレドーバスト Beiburēdo Bāsuto) ist ein japanischer Manga, Anime und eine Serie von Spielzeugen, die von Hiro Morita entwickelt wurden. Sie gehören zum Beyblade-Franchise und setzen Beyblade: Metal Fusion fort Der Manga und die Spielzeuge kamen 2015 heraus, 2016 folgte der Anime als Fernsehserie.

## Handlung

### Beyblade Burst (2016–17)
Die Geschichte dreht sich um Valt Aoi (蒼井 バルト) und Shu Kurenai (紅 シュウ) sowie ihre Klassenkameraden an der Schule der Beigoma Academy in Japan. Wenn die engen Freunde nicht lernen, sind sie besessen von ihren Beyblade-Teilen, gründen einen Schul-Bey-Club und fordern sich gegenseitig zu Kämpfen in ihrem Bey-Stadion heraus. Die Freunde werden schließlich zu freundschaftlichen Rivalen und treten in einem Wettbewerb gegeneinander an, um den Titel des besten BeybladersJapans zu erringen und den ungeschlagenen Lui Shirasagjio und seinen Bey, Lost Longinus, zu schlagen.

### Beyblade Burst Evolution (2017–18)
Valt Aoi gehörte zu den Favoriten bei der japanischen Meisterschaft und wird vom angesehenen spanischen Team BC Sol gesucht und reist nach Spanien. Als er dort ankommt, trifft er einige alte Freunde und neue, die ihn auf seiner Reise begleiten. Valts erste Schlacht in Spanien bietet seinem Bey Valtryek die Möglichkeit, sich weiterzuentwickeln und ihn stärker zu machen. Valt und seine Freunde streben an, Weltmeister zu werden. Um sich zu qualifizieren, müssen sie jedoch zuerst die Europäische Liga erobern, indem sie Teamkämpfe gegen Teams aus der ganzen Welt gewinnen. Valt kann sich nach oben kämpfen, sein alter Freund Shu wurde jedoch dazu verleitet, böse zu werden, und hat jeden Bey gebrochen, gegen den er kämpfte. Shu und Valt kämpfen und Valkyrie wird in zwei Hälften gebrochen. Er bekommt eine weiterentwickelte Spitze (Ultimate Reboot) und einen God Chip, der seinen Bey in Strike Valtryek verwandelt. Valt macht sich bald wieder auf den Weg und kann dann Shu stoppen und zu seinem alten Ich zurückbringen. Valt ist jetzt der Weltmeister.

### Beyblade Burst Turbo (2018–19)
Zwei Jahre nach dem International Blader's Cup konzentriert sich die Geschichte auf Aiger Akabane, der in der Natur aufgewachsen ist. Nachdem er gegen Valt Aoi gekämpft hatte, wurde er inspiriert, zusammen mit seinem Beyblade Z Achilles die Nummer 1 der Welt zu werden. Er will gegen starke Gegner kämpfen, um selbst stärker zu werden. Um Valt Aoi zu besiegen und Weltmeister zu werden, beginnt Aiger seine Reise. Er stößt auf viele verschiedene Blader und lernt eine Vielzahl neuer Charaktere kennen. Aiger und Z Achilles stehen vor Herausforderungen wie der Schlachtschiff-Kreuzfahrt, bei der sie beide auf neue Rivalen treffen und neue Freunde finden. Der Hauptbösewicht der Staffel ist Phi. Er hat mit seinem Bey Revive/Dead Phoenix in der gesamten Staffel insgesamt fünf Beys zerstört. Allerdings wird Phi in Folge 50 von Aiger mit einem Burst-Finish besiegt und ist danach am Boden zerstört. Ein letztes Mal werden sein Bruder Hyde und er in Folge 51 gezeigt, wie sie im Dread Tower sitzen und sich den Weltmeisterschafts-Kampf zwischen Aiger und Valt ansehen.

### Beyblade Burst Rise (2019–20)
In Staffel 4 bekannt im Originalen als Beyblade Burst GT(Beyblade Burst Gachi), handelt es sich jetzt um Dante Koryu. Als Valt Dante und Delta seinen neuen Gamma Bey Sword Valtryek vorstellt, vordert er Dante zu einem Battle heraus und gewinnt mit einem Schlag. Valtryek strahlt dabei ein goldenes Licht aus das bekannt ist als „Hyper Flux“. Als Dante das sieht will er das sein Bey das auch kann und Baut Ace Dragon. Er reist nach Japan, den Geburtsort von Beyblade und den Legenden Valt und Aiger. Dort nimmt ihm sein Onkel Tango Koryu im Team die Victories auf. Zusammen mit seinen Freunden gegen mächtige Gegner, wie Joe Lassure, Lodin Haijima, Fumya Kindo und Blind Devoy und Pheng Hope an. Sein größter Rivale ist Delta Sakuro und sein Bey Venom Devolos. Eines Tages taucht ein Blader namens Arthur Perigrine auf er nennt sich selbst der König des Beybladens, und vernichtet jeden mit seinem Bey Prime Apocalypse. Sein Dark Flux kann den Hyper Flux neutralisieren und ist sehr mächtig. Er hat Dantes Dragon mit seinem Move Omega Blast zerstört, daraufhin baut Dante seinen neuen Bey Command Dragon. Gleichzeitig trifft er noch auf den Blader neuling Gwyn Raynolds, dieser ist begabt sach zu berechnen. Es dauert nicht lange da zerstört Arthur auch noch Devolos und Master Devolos wird geboren. Heiß nach Rache vordert Dante Arthur zu einem Kampf heraus und gewinnt. Dante hat Gwyn in sein Team aufgenommen und fängt an ihn ins Herz zu schließen, doch Gwyn glaubt nicht an Freundschaft und nachdem er Dante mit seinem Royal Genesis besiegt hat, verlässt er das Team und schließt sich Arthur an. Dante ist sehr traurig darüber und schafft es im Kampf Team Victories gegen Team Inferno mit Hilfe von Delta, der jetzt auch endlich Dante ins Herz geschlossen hat und um Armen Gwyn zu zeigen, das Freundschaft existiert und wofür Freunde da sind. Am Ende gewinnt Dante und Gwyn weiß jetzt das Freundschaft existiert.

## Manga-Veröffentlichung
Der von Hiro Morita gezeichnete Manga erscheint seit Juli 2015 im Magazin CoroCoro Comic beim Verlag Shogakukan. Dieser brachte die Kapitel auch gesammelt in bisher 17 Bänden heraus. Shogakukan Asia veröffentlicht eine englische Übersetzung.

## Anime-Serie
Die Animeserie zum Manga entstand beim Studio OLM unter der Regie von Katsuhito Akiyama. Hauptautor war Hideki Sonoda. Das Charakterdesign entwarf Toshiaki Ōhashi und die künstlerische Leitung Atsushi Yokoyama. Vom 4. April 2016 bis 27. März 2017 wurden von TV Tokyo die 51 Folgen der ersten Staffel ausgestrahlt. Die zweite Staffel mit dem Titel Beyblade Burst God und erneut 51 Folgen schloss sich an mit Ausstrahlung vom 3. April 2017 bis 26. März 2018. Die dritte Staffel, Beyblade Burst Turbo (ベイブレードバースト 超ゼツ Beyblade Burst Chōzetsu), mit 51 Folgen wurde anschließend vom 2. April 2018 bis zum 25. März 2019 gezeigt. Ab dem 5. April 2019 folgte dann die vierte Staffel, die nun unter dem Titel Beyblade Burst GT (ベイブレードバースト ガチ Beyblade Burst Gachi) als Webserie mit 11 Minuten langen Folgen auf YouTube veröffentlicht wurde. Ihren Abschluss fand sie mit der 52. Folge am 27. März 2020. Die fünfte Staffel wurde ab dem 3. April 2020 als Beyblade Burst Surge ebenfalls mit Halbfolgen als Webserie veröffentlicht. Am 19. März 2021 wurde Surge abgeschlossen. Die sechste Staffel wurde zwischen 2. April 2021 und 18. März 2022 als Beyblade Burst QuadDrive wieder mit Halbfolgen im Internet veröffentlicht.
Die siebte Staffel, Beyblade Burst QuadStrike, entstand auf Wunsch der US-amerikanischen Lizenznehmer und besteht aus 26 Folgen mit je 23 Minuten Laufzeit. QuadStrike wurde in den Vereinigten Staaten zwischen dem 3. April und 2. Dezember 2023 auf Disney XD ausgestrahlt. Zusätzlich wurde je eine Hälfte der Staffel am 8. Mai und 7. August 2023 bei Hulu veröffentlicht.
Der Anime wurde ab dem 22. Juli 2017 von Nick Deutschland auf Deutsch ausgestrahlt. Alle sechs Staffeln aus Japan wurden auf dem Sender gezeigt, mit der letzten Folge am 19. November 2022. Die siebte Staffel aus den USA wird seit dem 27. April 2024 wöchentlich auf dem offiziellen deutschen YouTube-Kanal von Beyblade veröffentlicht. Außerdem wurde der Anime ins Englische, Französische, Spanische, Italienische, Arabische und Portugiesische übersetzt.

### Synchronisation
| Rollen                  | japanische Sprecher (Seiyū) | deutsche Sprecher |
| ----------------------- | --------------------------- | ----------------- |
| Valt Aoi                | Marina Inoue                | Sebastian Fitzner |
| Shu Kurenai             | Junya Enoki                 | Bastian Sierich   |
| Daigo Kurogami          | Ayahi Takagaki              | David Weyl        |
| Kensuke Midorikawa/Keru | Tsubasa Yonaga              | Fabian Kluckert   |
| Rantarou Kiyama         | Fumihiro Okabayashi         | Julian Tennstedt  |
| Wakiya Murasaci         | Yuu Kobayashi               | Christian Zeiger  |
| Phi                     | Takehito Koyasu             | Armin Schlagwein  |
| Hoji Konda              | Tooru Nara                  | Christopher Kohn  |

### Musik
Die Musik der Fernsehserie komponierte Yusaku Tsuchiya, ab der zweiten Staffel Zain Effendi. Die Vorspannlieder sind, je eines pro Staffel:
- Burst Finish! von Tatsuyuki Kobayashi
- Evolution Burst! von Ken'ichi Kitagawa
- Chōzetsu Muteki Blader! von Ryōsuke Sasaki
- Gatti'N'Roll von Kei Iwasaki
- Sparking Revolution von Aska Tsuchiya und Naoki Endo

Die Abspanne sind unterlegt mit den Liedern:
- Believe von Cyclamen
- Beysa Size von Senor Anami
- Bey-Pop von Shun Kusakawa

## Spiele
Hasbro und Sunrights brachten zur Serie auch neue Beyblade-Spielzeuge heraus. Diese wurden von Toys “R” Us und Hasbro auch in Nordamerika verkauft.
Am 10. November 2016 erschien in Japan ein Spiel zum Franchise für den Nintendo 3DS, entwickelt und veröffentlicht von FuRyu. Ein zweites Spiel, zur zweiten Staffel des Animes, folgte am 23. November 2017.
Es existiert außerdem eine Smartphone-App für Android und iOS, die regelmäßig geupdated wird. In der App können die Spieler gegen anderer Spieler oder computergesteuerte Gegner Kämpfe ausführen. Das Hauptfeature der App, neben den Beyblade-Kämpfen, ist die Funktion, echte Beyblades und Zubehör durch Scannen von QR-Codes, die auf den Produkten angebracht sind, innerhalb der App freizuschalten.